# José Jacinto Milanés
José Jacinto Milanés, född 16 augusti 1814 i Matanzas, död 14 november 1863, var en kubansk skald.
Milanés ägnade ingående studier åt de gamla kastiljanska skalderna, såsom Lope de Vega, Gil Polo med fler, vilkas inflytande är omisskännligt i hans första arbeten, La fuga de la tórtola, La madrugada, El nido vacío etc. Senare blev Milanés exalterad romantiker 
med Espronceda och Zorilla som förebilder i La ramera, Á una madre impura, El exposito etc. Starkt inflytande av dessa romantiker och av hertigen av Rivas spåras även i Milanés dramatiska arbeten, av vilka El conde Alarcos utkom 1838 och följdes av El poeta en la corte, A buen hambre no hay pan duro, Por el puente y por el río och Ojo á la finca.